# Chrysiridia madagascariensis
Chrysiridia madagascariensis är en fjärilsart som beskrevs av René-Primevère Lesson 1831. Chrysiridia madagascariensis ingår i släktet Chrysiridia och familjen Uraniidae. Inga underarter finns listade i Catalogue of Life.